# Scaphaphorura arenaria
Scaphaphorura arenaria is een springstaartensoort uit de familie van de Tullbergiidae. De wetenschappelijke naam van de soort is voor het eerst geldig gepubliceerd in 1965 door Petersen.